# Oasis Airlines
Oasis Airlines fue una aerolínea chárter española fundada en 1986 y que quebró en 1995.

## Historia
En 1986 una nueva aerolínea fue fundada en España bajo el nombre de Andalusair hasta que en 1987 el grupo hotelero Oasis adquirió la compañía renombrándola Oasis, y que comenzó sus operaciones usando aviones MD-83 en vuelos chárter desde Reino Unido, Escandinavia y otros puntos de Europa a España. Poco tiempo después, Oasis adquirió Aerocancun y el Airbus A310-300 fue introducido tanto en Oasis Airlines como en Aerocancun. En 1992 más MD-83 y Airbus A310-300 fueron adquiridos aumentando así las operaciones de ambas aerolíneas.
Durante 1990, el grupo Oasis invirtió en otras aerolíneas como Aerovaradero y Private Jet Expeditions mientras que el tráfico en vuelos chárter aumentaban. Pero en 1995, la demanda de vuelos turísticos descendió notablemente y la aerolínea perdió competitividad y beneficios. Dichas dificultades económicas provocaron la bancarrota de la aerolínea y el cese de sus operaciones en 1996.

## Antigua flota
| Aeronaves               | Total | Introducido | Retirado | Matrículas                                                                                              |
| ----------------------- | ----- | ----------- | -------- | --- |
| Airbus A310             | 5     | 1994        | 1996     | EC-FXB, F-OHPE, EC-311, VR-BCU y EC-GIL                                                                 |
| Airbus A320             | 1     | 1994        | 1994     | SU-RAA                                                                                                  |
| McDonnell Douglas MD-82 | 3     | 1991        | 1996     | D-ALLT, EC-FGQ y EC-FMO                                                                                 |
| McDonnell Douglas MD-83 | 13    | 1988        | 1996     | EC-EIK, EC-EKM, EC-EXX, EC-EZU, EC-FEB, EC-FMY, EC-FVB, EC-FVC, EC-FVX, EC-GBY, EI-CJM, N902PJ y OH-LMU |
| McDonnell Douglas MD-87 | 1     | 1994        | 1995     | EC-FXX                                                                                                  |